# Ladislav Pataki
Ladislav Pataki (20. června 1946, Nové Zámky – 5. dubna 2007, San Jose, Kalifornie, USA) byl slovenský atlet (koulař a diskař), později také běžec a trenér.

## Mládí a vzdělání
Narodil se a vyrůstal v Nových Zámcích. V roce 1964 se stal juniorským mistrem Československa a rekordmanem ve vrhačských disciplínách. Po ukončení sportovní kariéry získal v roce 1971 doktorát na Univerzitě Komenského v Bratislavě z kineziologie, v roce 1977 získal titul kandidáta věd (CSc.). ze sportovních věd.

## Sportovní kariéra
V šedesátých a sedmdesátých letech patřil k předním československým koulařům. Jeho osobní rekord 18,64 m patří stále do první desítky nejlepších slovenských výkonů.

## Vědecká kariéra
Po dokončení svého prvního doktorátu začal svou kariéru v roce 1972 jako hlavní trenér československé reprezentace v hodu diskem. V Československu zastával různé funkce v oblasti sportu.
V roce 1985 se svou manželkou a dcerou emigroval z Československa a usadil se v Los Gatos, v Kalifornii. Jako veterán zvítězil na mistrovství světa v roce 2001 ve své věkové kategorii a utvořil i světové rekordy ve vrhu koulí a diskem.
V roce 2006 mu v České republice operovali zhoubný nádor mozku, pak byl léčen i chemoterapií. Po neúspěšné léčbě se vrátil do San Jose, kde ve věku 60 let zemřel.
V USA pokračoval ve své kariéře sportovního vědce. Začal také rozvíjet obchodní kariéru v obchodě s potravinovými doplňky.
V roce 2006 byl ředitelem výzkumu a vývoje firmy AmerElite Solutions.